# Olimpiada Teatralna
Olimpiada Teatralna – założona w 1993 roku w Delfach, Grecja, z inicjatywy greckiego reżysera Theodorosa Terzopoulosa, jest międzynarodowym festiwalem teatralnym, który prezentuje osiągnięcia najwybitniejszych twórców teatralnych z całego świata. Jest to także platforma wymiany artystów, miejsce spotkań uczniów i mistrzów zachęcające do otwartego dialogu mimo różnic ideologicznych, językowych i kulturowych. Festiwal promuje bogactwo i różnorodność dziedzictwa teatru, a także wspiera wszelkiego rodzaju eksperymenty i poszukiwania z obszaru sztuk performatywnych. W zamyśle założycieli, OT ma na celu wzmocnienie i przywrócenie znaczenia współczesnego teatru na świecie. Zamierzenie to realizuje poprzez przyczynianie się do wzrostu międzynarodowej współpracy między artystami, budowania sieci kontaktów na całym świecie, a także stworzenie okazji dla gospodarza festiwalu do zaprezentowania i promocji swojego dorobku w dziedzinie teatru i innych sztuk performatywnych.

## Komitet Olimpiady Teatralnej
18 czerwca 1994 roku w Delfach, Grecji, odbyło się pierwsze posiedzenie Międzynarodowego Komitetu OT. Do grona komitetu założycielskiego należała ósemka reżyserów: Theodoros Terzopoulos, Nuria Espert, Antunes Filho, Tony Harrison, Jurij Lubimow, Heiner Müller, Tadashi Suzuki oraz Robert Wilson. Według ustaleń OT jest organizacją nienastawioną na zysk. Posiada dwie siedziby: europejskie biuro, które znajduje się w Atenach (Grecji) oraz azjatyckie w Togamura (Japonii). Ponadto posiedzenia Międzynarodowego Komitetu OT odbywają się raz w roku. Może on pozyskiwać nowych członków pod warunkiem, że jest to osoba zarekomendowana przez jednego z obecnych członków i uzyska co najmniej dwie trzecie głosów. OT posiada własny logotyp, który został zaprojektowany przez amerykańskiego reżysera Roberta Wilsona.
Międzynarodowy Komitet OT obecnie składa się z czternastu członków:
- Theodoros Terzopoulos (Grecja) – przewodniczący
- Tadashi Suzuki (Japonia)
- Robert Wilson (Stany Zjednoczone)
- Wole Soyinka (Nigeria)
- Jurij Lubimow (1917-2014)(Rosja)
- Tony Harrison (Wielka Brytania)
- Ratan Tiyam (Indie)

- Nuria Espert (Hiszpania)

- Giorgio Barberio Corsetti (Włochy)
- Georges Lavaudant (Francja)
- Antunes Filho (Brazylia)
- Jurgen Flimm (Niemcy)
- Choi Chy-rim (Korea Południowa)
- Liu Libin (Chiny)
- Heiner Müller (1929-1995) (Niemcy) – był członkiem-założycielem OT

## Edycje olimpiady
Każda kolejna edycja OT zorganizowana jest w innym kraju. Do tej pory odbyło się pięć festiwali, które z wyjątkiem jednego miały miejsce w krajach członków Międzynarodowego Komitetu OT. Członek reprezentujący kraj goszczący ma zaszczyt objąć rolę artystycznego dyrektora festiwalu. Ponadto ma on również za zadanie powołanie krajowego komitetu organizacyjnego, w którego skład wchodzą wysokiej rangi przedstawiciele życie kulturalnego kraju.
Wśród miast goszczących festiwal znalazły się:
| Miasto / Kraj     | Rok              | Tytuł                                                         | Dyrektor artystyczny  | Liczba produkcji | Liczba krajów | Dodatkowe informacje |
| ----------------- | ---------------- | ------------------------------------------------------------- | --------------------- | ---------------- | ------------- | --- |
| Delfy / Grecja    | 08.1995          | Tragedia                                                      | Theodoros Terzopoulos | 9                | 7             | 1. edycja inaugurująca, której program skupiony był wokół tragedii greckiej. |
| Shizuoka/ Japonia | 16.04-13.06 1999 | Dając nadzieję (Creating Hope)                                | Tadashi Suzuki        | 42               | 20            | Na okazję 2. edycji w japońskim industrialnym mieście Shizouka zostało wybudowane artystyczne miasteczko zaprojektowane przez wybitnego architekta Arata Isozaki oraz powstało Performing Arts Center (SPAC).                                                                                      |
| Moskwa /Rosja     | 21.04–29.06 2001 | Teatr dla ludzi (Theatre for the people)                      | Jurij Lubimow         | 97               | 32            | 3. edycja została zorganizowana we współpracy z Chekhov International Theatre Festival. Skupiła ona około milion widzów. Szczególne uznanie w programie zyskała część poświęcona teatrowi ulicznemu (The Street Theatres Program), podczas której zaprezentowano 40 teatrów ulicznych z 15 państw. |
| Stambuł /Turcja   | 10.05–05.06 2006 | Poza granicami (Beyond Borders)                               | Dikmen Gurun          | 38               | 13            | 4. OT odbyła się w połączeniu z International Istanbul Theatre Festival (IITF), którego tureckim, artystycznym dyrektorem była Dikmen Gürün. |
| Seul/ Korea Płd   | 25.09-07.11 2010 | Sarang- Miłość i Człowieczeństwo (Sarang – Love and Humanity) | Choi Chy-rim          | 48               | 13            | Podczas 5. edycji Seul zaprezentował się jako „miasto kultury i sztuki”. Organizatorom zależało na przypomnieniu o roli teatru i jego wkładu w proces globalizacji. |
| Pekin/ Chiny      | 2014             | Marzenie (Dream)                                              |                       |                  |               | |
| Wrocław/ Polska   | 2016             |                                                               |                       |                  |               | Olimpiada Teatralna w Europejskiej Stolicy Kultury Wrocław 2016 |